# فيكتوريا 3
فيكتوريا 3 هي لعبة إستراتيجية كبرى صدرت عام 2022، من تطوير استوديو برودكس للتطوير ونشر الشركة السويدية بارادوكس إنتراكتيف. تمثل هذه اللعبة الفصل الجديد في ملحمة السياسة والاقتصاد والدبلوماسية، حيث تأتي كتكملة للعبة فيكتوريا 2 التي أُطلقت عام 2010. صدرت اللعبة رسميًا في 25 أكتوبر 2022، مقدمة تجربة تتيح للاعبين قيادة أممهم كعقل مدبر خلال عصور النهضة الصناعية، وإعادة تشكيل العالم وفقًا لرؤيتهم الخاصة.

## اللعبة
تأخذ فيكتوريا 3 اللاعبين في رحلة عميقة عبر تاريخ العالم خلال الفترة التي سبقت وأثناء عصر فيكتوريا وما تلاه، ممتدة من عام 1836 إلى 1936، وهي حقبة شهدت تحولات سياسية واقتصادية هائلة، من الثورات الصناعية إلى انهيار الإمبراطوريات وصعود القوى الجديدة. تمنح اللعبة اللاعبين حرية السيطرة على أكثر من 100 دولة كانت قائمة آنذاك، مما يتيح لهم إعادة رسم الخريطة السياسية للعالم وفقًا لاختياراتهم الإستراتيجية.   ومع ذلك، لا تضع فيكتوريا 3 العالم بأسره في متناول اللاعبين، حيث لا يمكن السيطرة على جميع المناطق المتاحة داخل اللعبة. فبعض المناطق مصنفة ضمن ما يسمى بـ "الأمم اللامركزية"—وهي كيانات تمثل الشعوب والقبائل التي لم تكن تمتلك حكومات مركزية منظمة، مثل المجتمعات القبلية والكيانات غير المعترف بها دوليًا في تلك الفترة. هذه الدول اللامركزية تعكس الواقع التاريخي لتلك الأزمنة، حيث لم يكن لجميع المناطق مؤسسات سياسية حديثة قادرة على إدارة دولة قومية متكاملة. 
تركز فيكتوريا 3 على ثلاثة محاور رئيسية: السياسة، الديموغرافيا، والتنمية الاقتصادية، حيث تضع اللاعب في موقع صانع القرار الأعلى لدولة ما، مطالبًا بإدارة شؤونها الداخلية والخارجية ضمن إطار تاريخي.  
في قلب اللعبة، يكمن نظام سياسي ديناميكي يفرض على اللاعبين التعامل مع مجموعات ضغط، وهي تحالفات تمثل فئات اجتماعية مختلفة مثل الأرستقراطيين، الصناعيين، العمال، العسكريين، والمثقفين، ولكل منها أيديولوجياتها ومطالبها الخاصة. يتعين على اللاعبين الموازنة بين هذه القوى، إما عن طريق تمرير إصلاحات سياسية، منح الامتيازات، أو قمع المعارضة، مع الأخذ في الاعتبار أن كل قرار قد يؤدي إلى استقرار داخلي أو إشعال اضطرابات وثورات.
وتقدم نظامًا ديموغرافيًا يعكس الحياة الاجتماعية للدولة. يمكن للاعبين مراقبة الطبقات الاجتماعية، معدلات الفقر، معدلات الهجرة، ومعدلات المواليد، مما يجعل التفاعل مع سكان الدولة أمرًا حيويًا لضمان ازدهار الأمة. كل فرد داخل المجتمع لديه وظيفة، مستوى معيشي، وتطلعات سياسية تؤثر على استقرار الدولة وقدرتها الإنتاجية.
يتمحور الجانب الاقتصادي في اللعبة حول إدارة الموارد، التجارة، والصناعة. يجب على اللاعبين تطوير البنية التحتية، بناء المصانع، المزارع، والمرافق، وتحديد سياسات الضرائب والتعرفة الجمركية، مما يؤثر بشكل مباشر على الثروة الوطنية ومستوى معيشة المواطنين. يتم ذلك من خلال سوق عالمي ديناميكي، حيث يتعين على الدول استيراد وتصدير السلع وفقًا للعرض والطلب، مما يجبر اللاعبين على اتخاذ قرارات استراتيجية حول الإنتاج المحلي، التجارة الخارجية، والسيطرة على سلاسل التوريد.
يُعد نظام اللعب الدبلوماسي في فيكتوريا 3 أحد أكثر الميزات ابتكارًا في اللعبة، حيث يقدم نهجًا متوازنًا بين السياسة والقوة العسكرية، مستلهمًا من نظام الأزمات في فيكتوريا 2. عندما يسعى اللاعب إلى فرض مطالبه على دولة أخرى—سواء كان ذلك للحصول على أراضٍ جديدة، فرض سياسة الأسواق المفتوحة، أو تأمين امتيازات اقتصادية—فإنه لا يبدأ بحرب مباشرة، بل يقدم طلبًا دبلوماسيًا رسميًا يحدد شروطه بوضوح. هنا، تدخل الدولة المستهدفة في مرحلة التفاوض، حيث يمكنها القبول، الرفض، أو تقديم تنازلات مضادة، مما يفتح الباب أمام مقايضة سياسية يمكن أن تؤدي إلى حل سلمي أو تصعيد الصراع. بعد تبادل المطالب والمقترحات، يبدأ العد التنازلي للأزمة. خلال هذا الوقت، يمكن لكل طرف أن يتحرك لحشد قواته على الحدود، حشد الدعم الدبلوماسي، ومحاولة استقطاب الحلفاء المحتملين. هذه المرحلة تعد اختبارًا حقيقيًا لمهارات اللاعب في التفاوض والإستراتيجية، حيث يمكنه إقناع الدول الأخرى بالانضمام إلى جانبه عبر تقديم وعود بالغنائم أو التزامات سياسية طويلة الأمد. إذا فشل الطرفان في التوصل إلى اتفاق دبلوماسي قبل انتهاء المهلة، فإن الحرب تصبح حتمية، مما يجبر الدول المتورطة—بما فيها الحلفاء الذين تعهدوا بدعم أحد الجانبين—على خوض نزاع مسلح.  يؤكد المصمم ميكائيل أندرسون أن هذا النظام لم يُصمم فقط ليكون بديلًا عن الحرب، بل ليجعل الدبلوماسية بنفس قوة المعارك العسكرية، حيث يمكن لدولة بارعة في التحالفات والتكتيكات السياسية أن تحقق نفس المكاسب التي يحققها الغزو العسكري، ولكن بتكلفة أقل.  رغم قوة اللعب الدبلوماسي، إلا أن هناك استثناءً رئيسيًا في اللعبة: الدول اللامركزية، والتي لا يمكن استهدافها بالمفاوضات الدبلوماسية. هذه الدول، التي غالبًا ما تمثل القبائل والمجتمعات غير المنظمة سياسيًا، لا تمتلك هياكل حكومية قادرة على التفاعل مع القوى العظمى عبر القنوات التقليدية. وبدلًا من ذلك، يتم التعامل معها من خلال الاستعمار، حيث تعمل الدول المستعمرة على إدماج أراضيهم تدريجيًا من خلال توسيع نفوذها الاستيطاني والعسكري، ما يؤدي إلى امتصاص هذه الكيانات ببطء داخل حدود الدول الاستعمارية. 
تعتمد اللعبة على محرك Clausewitz، الذي يشكل العمود الفقري لجميع ألعاب بارادوكس إنتراكتيف، حيث يتيح نموذجًا ديناميكيًا لمحاكاة القرارات وتأثيراتها عبر الزمن. وعلى الرغم من أن فيكتوريا 3 تعتبر تكملة لـ فيكتوريا 2، إلا أنها تستند إلى تحسين واقعية التفاعل بين الفئات الاجتماعية والنظم الاقتصادية بدلًا من التركيز التقليدي على الحروب العسكرية فقط.
تعتمد فيكتوريا 3 على واجهة مستخدم (UI) مصممة لتقديم تحليل شامل للحالة السياسية والاقتصادية للدولة، مع شريط علوي يعرض:
1. الناتج المحلي الإجمالي (GDP): يوضح القوة الاقتصادية للدولة.
2. النفقات والدخل: تشمل الضرائب، التعريفات الجمركية، والإنفاق الحكومي.
3. معدل رضا الفئات الاجتماعية: مدى سعادة أو سخط الطبقات المختلفة في المجتمع.
4. الموقف الدولي: العوامل الدبلوماسية، التحالفات، والأزمات القائمة.
5. مؤشر الحرب والسلام: يحدد حالة الأمة من حيث الاستقرار العسكري والسياسي.[7]

## التطوير
قبل الإعلان عن اللعبة، كانت فيكتوريا 3 تُعتبر ميمًا داخل مجتمع معجبي بارادوكس إنتراكتيف، حيث كان اللاعبون يطالبون بها باستمرار دون استجابة من المطورين، مما أدى إلى انتشار النكات حول أنها لن ترى النور أبدًا. كما أصبح شائعًا بين المعجبين الاعتقاد بأن أي ذكر للرقم "3" من مصدر رسمي لشركة بارادوكس كان يعني أن الإعلان عن اللعبة وشيك.
شغل مارتن "ويز" أنوارد منصب مخرج تطوير اللعبة.
في أبريل 2022، تم تسريب نسخة تجريبية من اللعبة على الإنترنت.

### المحتوى القابل للتنزيل (DLC)
| الاسم             | التحديث المرافق       | النوع        | تاريخ الإصدار  | الوصف |
| ----------------- | --------------------- | ------------ | -------------- | --- |
| صوت الشعوب        | 1.3 "Thé à la menthe" | حزمة كبيرة   | 22 مايو 2023   | يقدم صوت الشعوب نظام "المحرضين التاريخيين"، ويعيد تصميم فرنسا بآليات وقرارات جديدة مستوحاة من تاريخها.                                                                                  |
| عملاق الجنوب      | 1.5 "Chimarrão"       | حزمة إقليمية | 14 نوفمبر 2023 | يضيف عملاق الجنوب أحداثًا وآليات فريدة تتعلق بأمريكا الجنوبية. |
| مجال النفوذ       | 1.7 "Kahwah"          | توسعة        | 24 يونيو 2024  | يزيد مجال النفوذ من عمق وانغماس اللعبة الدبلوماسية، مع التركيز على تشكيل الكتل السياسية لحماية المصالح الإقليمية، والاستثمارات في الاقتصادات الأجنبية، والتدخل في سياسات الدول التابعة. |
| محور الإمبراطورية | 1.8 "Masala Chai"     | حزمة كبيرة   | 21 نوفمبر 2024 | يركز محور الإمبراطورية على شبه القارة الهندية والأحداث التي أعقبت سنوات من التمييز والقمع من قبل شركة الهند الشرقية.                                                                    |

## الاستقبال
فيكتوريا 3 تلقت "مراجعات إيجابية بشكل عام" وفقًا لمجمع المراجعات ميتاكريتيك.
دستركتويد أثنت على نظام الدليل التعليمي الجديد، معتبرةً أنه يشرح ميكانيكيات اللعبة بشكل بديهي.
بي سي غيمر أشادت بالأنظمة الاقتصادية الجديدة، قائلة إنها تدفع اللاعبين لاستخدام استراتيجيات واقعية، وأضافت: "يمكنك إدارة العجز لبضع سنوات، ثم بناء احتياطي، أو الإفلاس تقريبًا خلال الحروب العالمية قبل الدخول في سنوات من التقشف".
آي جي إن انتقدت ميكانيكيات الحرب في فيكتوريا 3، قائلة: "أحترم قرار فيكتوريا 3 بعدم التركيز على الحرب، لكن هذا لا يغير حقيقة أن الصراعات المسلحة قد تكون مربكة وغير واضحة".
PCGamesN أثنت على نظام الاستعمار الجديد، قائلة: "المناطق القابلة للاستعمار في فيكتوريا 3 تخضع لسيطرة السكان الأصليين، مما يسمح لهم بالحصول على الاستقلال ثم اللعب كدولة ذات سيادة لبقية اللعبة".
يورو غيمر رأت أن النظام الاقتصادي يجبر اللاعبين على عدم تكديس الأموال، مما يجعل مراحل اللعبة المتقدمة أكثر إثارة. وكتبوا: "الاقتصادات في فيكتوريا 3 تعتمد على قاعدة الذهب، وإذا زادت مخزوناتك من الذهب، فإن ذلك يقلل من قيمة عملتك. لذا، عليك إيجاد طرق لإنفاق الأموال مثل زيادة البناء، تقليل الضرائب، أو الدخول في حرب مكلفة".
عمل مارتن "ويز" أنوارد كمدير تطوير اللعبة.  في أبريل 2022 ، تم تسريب نسخة بيتا من اللعبة عبر الإنترنت. 

## الإشارات
1. 1 2 3  ستيم، SteamClient021, Package: 1726604483، API v020, Package: 1682723851، 12 سبتمبر 2003، QID:Q337535
2. 1 2 3  Hafer, Leana (21 May 2021). "Paradox Reveals Victoria 3, A Long-Awaited Sequel To a Grand Strategy Series". IGN Southeast Asia (بen-sg). Archived from the original on 2021-06-01. Retrieved 2021-05-26.{{استشهاد ويب}}:  صيانة الاستشهاد: لغة غير مدعومة (link)
3. ↑  Gurwin, Gabe (21 May 2021). "Victoria 3 Officially Announced A Decade After Previous Game". GameSpot (بالإنجليزية الأمريكية). Archived from the original on 2021-06-01. Retrieved 2021-05-30.
4. 1 2  "Decentralized nation". Paradox Wikis (بالإنجليزية الأمريكية). Archived from the original on 2024-08-04. Retrieved 2024-08-19.
5. ↑  Brown، Fraser (21 مايو 2021). "Victoria 3 will let you conquer the world from the negotiating table". PCGamer. مؤرشف من الأصل في 2021-05-21. اطلع عليه بتاريخ 2021-05-21.
6. ↑  Robinson, Joe (27 May 2021). "Victoria 3, diplomatic plays, and the art of war". PCGamesN (بالإنجليزية البريطانية). Archived from the original on 2021-06-03. Retrieved 2021-05-30.
7. ↑  "Victoria 3 - Paradox Interactive". paradoxinteractive.com (بالإنجليزية). Archived from the original on 2025-06-01. Retrieved 2025-02-12.
8. ↑  روبنسون، جو (26 مايو 2020). "إنها ميم، لكن Crusader Kings 3 هو السبب في أن الوقت قد حان للحديث عن فيكتوريا 3". PCGamesN. مؤرشف من الأصل في 2021-05-21. اطلع عليه بتاريخ 2021-05-21.
9. ↑  براون, فريزر (21 May 2021). "بارادوكس أخيرًا استجابت للمطالب بإطلاق فيكتوريا 3". PC Gamer (بإنجليزية). Archived from the original on 2021-06-03. Retrieved 2021-05-30.{{استشهاد ويب}}:  صيانة الاستشهاد: لغة غير مدعومة (link)
10. ↑  "فيكتوريا 3 - يوميات المطور #0". منتديات بارادوكس إنتراكتيف (بإنجليزية). 21 May 2021. Archived from the original on 2021-05-22. Retrieved 2021-05-22.{{استشهاد ويب}}:  صيانة الاستشهاد: لغة غير مدعومة (link)
11. ↑  "تسريب لعبة فيكتوريا 3 الكاملة من بارادوكس إنتراكتيف". Game Rant (بإنجليزية). 14 Apr 2022. Archived from the original on 2023-07-19. Retrieved 2022-04-18.{{استشهاد ويب}}:  صيانة الاستشهاد: لغة غير مدعومة (link)
12. ↑  "إضافة فيكتوريا 3 "صوت الشعوب" تعد بأزمات سياسية في مايو". PCGamesN (بإنجليزية). 20 Apr 2023. Archived from the original on 2024-10-08.{{استشهاد ويب}}:  صيانة الاستشهاد: لغة غير مدعومة (link)
13. ↑  "إضافة جديدة قادمة إلى فيكتوريا 3، وبعض اللاعبين سيحصلون عليها مجانًا". PCGamesN (بإنجليزية). 25 Oct 2023. Archived from the original on 2024-10-07.{{استشهاد ويب}}:  صيانة الاستشهاد: لغة غير مدعومة (link)
14. ↑  قالب:استشهاد أخبار
15. ↑  "إضافة فيكتوريا 3 الجديدة تأخذك إلى الهند، إلى جانب تحديث 1.8 المجاني". PCGamesN (بإنجليزية). 22 Oct 2024. Archived from the original on 2024-11-21.{{استشهاد ويب}}:  صيانة الاستشهاد: لغة غير مدعومة (link)
16. ↑  "Victoria 3 - Dev Diary #0". Paradox Interactive Forums (بالإنجليزية الأمريكية). 21 May 2021. Archived from the original on 2021-05-22. Retrieved 2021-05-22.
17. ↑  "Paradox Interactive's Victoria 3 Has Been Leaked". Game Rant (بالإنجليزية الأمريكية). 14 Apr 2022. Archived from the original on 2023-07-19. Retrieved 2022-04-18.

1. بارادوكس إنتراكتيف. Victoria 3.